# Jade Melbourne
Jade Melbourne (ur. 18 sierpnia 2002 w Melbourne) – australijska koszykarka, występująca na pozycjach rzucającej lub niskiej skrzydłowej, reprezentantka kraju, obecnie zawodniczka Canberra Capitals, a w okresie letnim Seattle Storm w WNBA.
20 lutego 2023 zawarła umowę z Seattle Storm.

## Osiągnięcia
Stan na 13 sierpnia 2024, na podstawie, o ile nie zaznaczono inaczej.

### Indywidualne
- Najlepsza koszykarka australijskiej ligi NBL1 South (2022)
- Zaliczona do II składu WNBL (2023)

### Seniorska
- Brązowa medalistka:
  - olimpijska (2024)[4]
  - mistrzostw Azji (2021)
- Laureatka nagrody – wschodząca gwiazda turnieju koszykarskiego igrzysk olimpijskich (2024)[5]

#### Młodzieżowe
- Mistrzyni:
  - Oceanii U–17 (2019)
  - Azji U–16 (2017)
- Wicemistrzyni świata U–19 (2021)
- Brązowa medalistka mistrzostw świata U–17 (2018)
- Zaliczona do I składu mistrzostw świata U–19 (2021)[6]